# Rzeplin (województwo małopolskie)
Rzeplin – wieś w Polsce położona w województwie małopolskim, w powiecie krakowskim, w gminie Skała.
W latach 1975–1998 miejscowość położona była w województwie krakowskim.

## Części wsi
| SIMC    | Nazwa   | Rodzaj    |
| ------- | ------- | --------- |
| 0334557 | Lipki   | część wsi |
| 0334563 | Półanki | część wsi |
| 0334570 | Zadołki | część wsi |

Nazwa Lipki pochodzi od starej, rozrośniętej lipy, jednocześnie jednej z najwyżej położonych punktów sołectwa.

## Zabytki
Obiekt wpisany do rejestru zabytków nieruchomych województwa małopolskiego.
- Zespół dworski: dwór, park.

## Inne zabytki
- Zbiorowe mogiły poległych w walkach w dniach 16–25 listopada 1914 roku;
- kapliczki w różnych częściach sołectwa.

## Infrastruktura
Wieś posiada własne ujęcie wody pitnej ze studni głębinowej. Wybudowano także drugą studnię głęboką. We wsi w roku 2009 rozpoczęto prace nad kanalizacją.

Pomiędzy Rzeplinem a Przybysławicami znajduje się nieczynny kamieniołom. W okolicznym lesie jest także jedna zasypana przez miejscową ludność jaskinia.
Zobacz też: Rzeplin, Rzeplino